# Mistresses (serie de televisión estadounidense)
Mistresses es una serie de televisión estadounidense (emitida en España como Infieles) transmitida por ABC, basada en la serie de televisión británica del mismo nombre creada por K. J. Steinberg. Se estrenó el 3 de junio de 2013, y cuenta con dos temporadas ya emitidas. Para la 3ª temporada, que se emitió desde verano de 2015 en el canal ABC, no estará Alyssa Milano, que no está de acuerdo con el cambio de localización de grabación de la serie. Su lugar lo ocupará Jennifer Esposito con un nuevo personaje, Calista Raines. Tras una cuarta temporada emitida sin Jennifer Esposito ni Jason Winston George, la cadena ABC ha cancelado la serie, días después de conocerse la noticia del abandono de Yunjin Kim en caso de una potencial quinta entrega.

## Trama
Savi (Alyssa Milano) es una mujer con una exitosa carrera que se enfrenta a una nueva fase en su vida, tanto personal como profesional, ya que intenta formar una familia con su marido Harry (Brett Tucker), por lo que deja su trabajo como abogada. Por otro lado, está su hermana Josselyn (Jes Macallan), quien es una chica alocada y sin rumbo fijo. Su amiga April (Rochelle Aytes) es una madre de una hija que recientemente se ha quedado viuda y que intenta reconstruir su vida tras la tragedia. Por último tenemos a Karen (Yunjin Kim), una terapeuta muy exitosa que se reencuentra con las chicas tras una complicada relación con un paciente con el que llegó demasiado lejos.

## Elenco

### Actores principales
- Alyssa Milano - Savannah "Savi" Davis
- Rochelle Aytes - April Malloy
- Yunjin Kim - Karen Kim
- Jes Macallan - Josslyn Carver
- Jason George - Dominic Taylor[4]
- Brett Tucker - Harry Davis[4]
- Erik Stocklin - Sam Grey

### Actores recurrentes
- Cameron Bender - Richard
- Penelope Ann Miller - Elizabeth Grey, la madre de Sam[5]
- Shannyn Sossamon - Alex[6]
- Mike Dopud - Olivier Dubois[7]
- JoBeth Williams - Janet, la madre de Savannah y Josslyn[8]
- Tehmina Sunny - Natalie Wade[9]
- Justin Hartley - Scott Thompson
- John Schneider - Thomas Grey
- Matthew Del Negro - Jacob Pollock
- Kate Beahan - Miranda Nickleby
- Gary Dourdan - Anthony Newsom
- Corinne Massiah - Lucy Malloy, la hija de April
- Dondré T. Whitfield - Paul Malloy
- Jerry O'Connell- Robert[10]
- Alanna Masterson - Lydia

## Episodios
| Temporada | Temporada | Episodios | Emisión original    | Emisión original        |
| Temporada | Temporada | Episodios | Inicio              | Final                   |
| --------- | --------- | --------- | ------------------- | ----------------------- |
|           | 1         | 13        | 3 de junio de 2013  | 9 de septiembre de 2013 |
|           | 2         | 13        | 2 de junio de 2014  | octubre de 2014         |
|           | 3         | 13        | 18 de junio de 2015 | 3 de septiembre de 2015 |
|           | 4         | 13        | 30 de mayo de 2016  | 6 de septiembre de 2016 |